# Hanging Gardens
Koordinaten: 60° 43′ S, 45° 36′ W
Die Hanging Gardens (englisch für Hängende Gärten) sind moosbewachsene Terrassen auf Signy Island im Archipel der Südlichen Shetlandinseln. Sie liegen östlich des Green Gable und reichen in nordöstlicher Richtung bis zum Paal Harbour.
Wissenschaftler des Falkland Islands Dependencies Survey nahmen zwischen 1947 und 1950 Vermessungen vor. Luftaufnahmen entstanden 1968 durch die Royal Navy. Das UK Antarctic Place-Names Committee benannte sie 2004 deskriptiv nach ihrer Erscheinung.